# Tlaloc
Tlaloc, appelé aussi Tlalocantecuhtli (« celui qui fait ruisseler », « celui qui sème », en nahuatl) est un dieu aztèque de l'eau, qui tenait un rôle prépondérant dans la mythologie et la religion des Aztèques, comme c'était le cas de tous les dieux de la pluie dans les religions mésoaméricaines.

## Mythologie

### Attributs
Tlaloc était le dieu de l'eau, principalement, et par conséquent de la pluie, de la foudre et de l'agriculture. On lui attribuait les morts liées à l'eau (noyades) ou la foudre ainsi que de nombreuses maladies, comme la goutte, l'hydropisie, les ulcères, la lèpre et les maladies de peau. Les personnes décédées dans de telles conditions étaient censées être accueillies sur son territoire, le Tlalocan, pour y jouir d'une bienheureuse vie éternelle.
Les quatre points cardinaux lui étaient aussi attribués. Il était censé y demeurer, ainsi qu'au sommet des montagnes, entouré de nombreux dieux mineurs, les Tlaloques, ainsi que de ses compagnes, Chalchiuhtlicue, la déesse des eaux douces et des torrents, et Huixtociahuatl, la déesse des eaux salées et de la mer. Le mont Tláloc, un volcan du Mexique, est nommé en son honneur.

### Représentation
Tlaloc était représenté généralement avec un masque pourvu de long crocs et de grands yeux ronds entourés de cercles qui étaient souvent des serpents. Cette représentation était très ressemblante à celle des dieux de la pluie d'autres civilisations de la Mésoamérique, comme Chac chez les Mayas, et son origine remonte au moins à la civilisation de Teotihuacan entre les IIIe et VIIIe siècles.
Il était aussi souvent représenté avec un chapeau et des instruments rappelant ses attributs (la hache, qui représentait l'éclair, et des outils aratoires).

## Religion

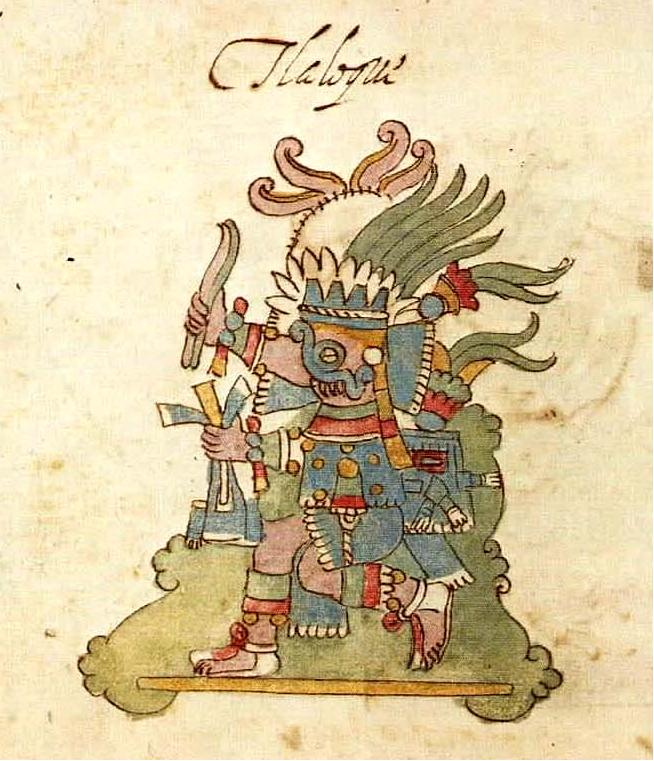
Tlaloc représenté dans le codex Ríos.

### Importance
Tlaloc était un dieu redouté en Mésoamérique, car la sécheresse et les cyclones tropicaux y étaient des risques naturels majeurs pour les populations. Il était, à l'origine, la principale divinité des tribus sédentaires et rurales du Mexique central jusqu'à l'arrivée vers les XIe siècle/XIIe siècle de tribus guerrières venues du nord, qui apportèrent de nouveaux cultes, notamment celui du Soleil (Huitzilopochtli) et celui du ciel nocturne étoilé (Tezcatlipoca)(le texte concerné)[réf. nécessaire].
À l'époque du triomphe aztèque, à partir du XIVe siècle, le syncrétisme religieux donna au culte de Tlaloc une importance comparable à celle de Huitzilopochtli, au sommet du panthéon et du Templo Mayor de Tenochtitlan, où s'élevaient, dans sa forme définitive inaugurée sous l'empereur Ahuitzotl, deux sanctuaires consacrés l'un à Tlaloc, peint en bleu et blanc, et l'autre à Huitzilopochtli, peint en rouge et blanc (le blanc étant la couleur de la pureté pour les Mexicas)(le texte concerné)[réf. nécessaire].
Le Quetzacoatl Tlaloc Tlamacazqui (littéralement « Le Serpent à plumes prêtre de Tlaloc ») occupait dans la hiérarchie sacerdotale un rang équivalent au grand prêtre de Huitzilopochtli : « À la tête de l'église mexicaine, il y a deux grands prêtres égaux en pouvoir : celui de Uitzilopochtli et celui de Tlaloc ».

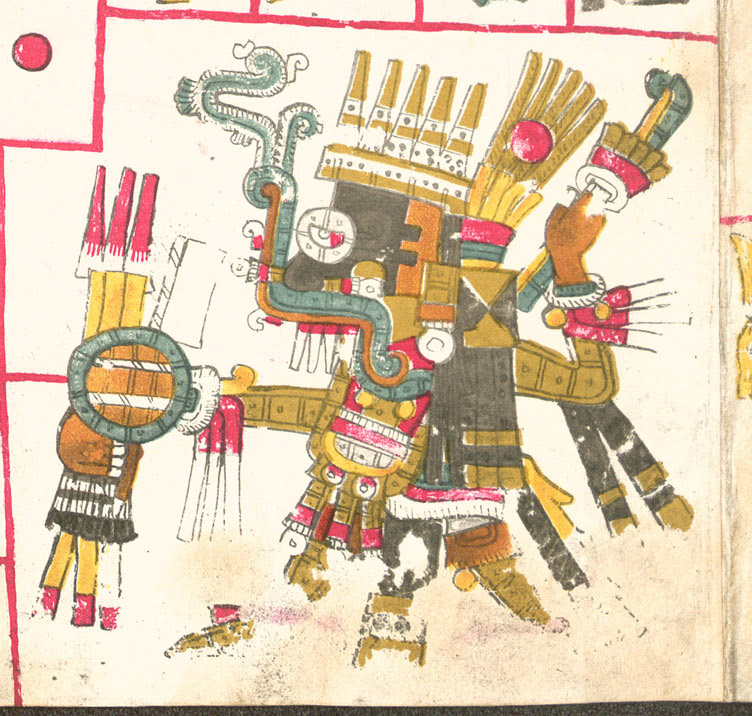
Tlaloc dans le codex Borgia

### Rites

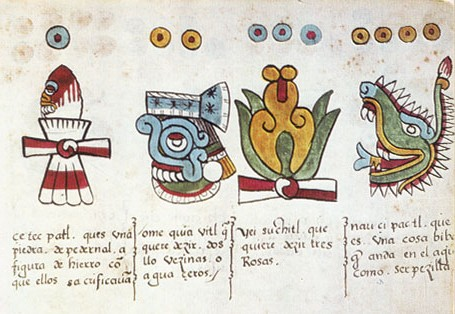
Référence à Tlaloc dans le codex Magliabechiano avec les jours du calendrier rituel qui lui sont dédiés.

Pour éviter les colères de ce dieu redoutable, de nombreuses cérémonies lui étaient consacrées tout au long de l'année, mais on lui dédiait en particulier le premier mois de l'année rituelle (Atl caualo, chez les Aztèques, qui signifie « arrêt de l'eau » en nahuatl, et que les autres peuples de langue nahuatl appelaient Quauitl eua, « l'arbre s'élève ») ainsi que le seizième (Atemoztli, « descente de l'eau »). Lors de ces cérémonies, et en particulier lors des mois qui lui étaient consacrés, les Aztèques lui dédiaient, ainsi qu'à ses compagnons les Tlaloques, des sacrifices humains, généralement des enfants qui étaient noyés.
Ainsi, durant le troisième mois du calendrier aztèque (Tozoztontli) était observé toute une série de célébrations en l’honneur de Tlaloc, dont la majorité de ces célébrations se concentrait le premier jour de ce mois. Ce mois, surnommé celui de la Petite Perforation, était considéré comme celui de la purification et de la fertilité qui précède le début de la saison des pluies. Cette journée de fête marque d’ailleurs le début d’une grande période de rites avec notamment la fête de la Grande Perforation se déroulant durant le quatrième mois de l'année puis culminant à la fête du mois de l’Etzaqualiztli, le sixième mois de l’année, correspondant au solstice d’été
Ce mois, débutant le 10 avril, était marqué par la célébration de rites spécialement réalisée pour promouvoir la fertilité des champs à travers le sang des enfants sacrifiés et d’encourager une saison pluvieuse et riche en fruits par la magie des larmes des enfants.
Le sang sacrificiel était obtenu à travers soit le sacrifice de tout un groupe d’enfants (souvent moins de 12 ans) soit par des ouvertures volontaires localisés au niveau des oreilles, de la langue et au niveau des tibias. Ce sang était versé dans les champs puisque les Aztèques considéraient le sang sacrificiel comme un élément indispensable à la fertilité des cultures.
En effet, le rite de forcer à faire couler les larmes des enfants, en imitation de la pluie, était absolument essentiel pour s’assurer que Tlaloc, lui-même, puisse pleurer afin de permettre la pousse des cultures. Les enfants étaient très importants durant ces célébrations car les Aztèques croyaient que la magie puissante de leurs larmes et de leurs sangs, permettant d’obtenir une récolte abondante. Ces enfants étaient aussi forcés d’inhaler la fumée de piment pour faire couler leurs larmes. En même temps, le sang et la vie des jeunes victimes sacrificielles étaient offerts au-delà des montagnes au dieu afin de s’assurer une récolte abondante et une nouvelle année prospère. Enfin, la pluie n’était pas seulement les larmes de Tlaloc, c’était aussi sa semence qui, alla imprégner les déesses de la végétation (Xochiquetzal) qui attendaient sa semence afin de permettre la pousse des semis. 
Les personnes décédées des éléments attribués à Tlaloc (foudre et eau), ainsi que les femmes mortes en couches, n'étaient pas incinérées mais enterrées avec un bâton en bois sec qui devait repousser dans le Tlalocan.
Lors du mois d'« Etzalqualiztli », ses prêtres se baignaient dans la lagune en imitant les cris et les gestes des oiseaux aquatiques et en agitant des cloches à brouillard.
On lui fabriquait de petites idoles d'amarante qu'on tuait symboliquement avant de les manger.